# Torneo calcistico internazionale di Cipro
Il Torneo calcistico internazionale di Cipro (in inglese Cyprus International Football Tournament), noto come Torneo di Cipro, è stato un torneo calcistico a carattere amichevole organizzato dalla Federazione calcistica di Cipro e disputato a Cipro con cadenza annuale dal 1995 al 2011. Ha previsto sempre la partecipazione solo di nazionali di calcio, ad eccezione dell'edizione del 1997 dove vi è stata la partecipazione anche della squadra di club del FBK Kaunas con il nome fittizio di "Lituania".
Il torneo si svolgeva nel mese di febbraio e le partite venivano disputate in differenti città del paese, tra cui le principali erano Nicosia, Limassol e Larnaca. Il formato è variato spesso da un'edizione all'altra prevedendo talvolta un girone all'italiana e, più spesso, torneo a eliminazione diretta con quarti, semifinali e finali. Il numero di squadre partecipanti variava da un minimo di 4 ad un massimo di 8.

## Storia
Nei mesi di febbraio 1995 e 1996 vennero giocati vari incontri amichevoli nelle città di Larnaca e Limassol tra la nazionale cipriota ed altre selezioni nazionali, ma non è chiaro se questi incontri fossero parte di un torneo oppure no. Più probabilmente erano un insieme di gare amichevoli non collegate l'una all'altra, e quindi senza una classifica finale ufficiale. Analogamente anche gli incontri giocati a Nicosia e Larnaca nel febbraio 2008 erano un insieme di incontri amichevoli distinti piuttosto che un torneo strutturato.
L'edizione del 2006 fu strutturata in due gruppi distinti, Gruppo A e Gruppo B, ognuno composto da quattro squadre. All'interno di ogni gruppo venne disputato un torneo a eliminazione diretta distinto dall'altro, ottenendo quindi alla fine due squadre vincitrici del torneo. L'edizione del 2010 non venne disputata.

## Albo d'oro
| Anno          | Vincitore                                                               | Secondo classificato                                                    | Terzo classificato                                                      | Quarto classificato                                                     | Quinto classificato                                                     | Sesto classificato                                                      | Settimo classificato                                                    | Ottavo classificato                                                     |
| ------------- | ----------------------------------------------------------------------- | ----------------------------------------------------------------------- | ----------------------------------------------------------------------- | ----------------------------------------------------------------------- | ----------------------------------------------------------------------- | ----------------------------------------------------------------------- | ----------------------------------------------------------------------- | ----------------------------------------------------------------------- |
| 1995          | Serie di incontri amichevoli tra Cipro, Estonia e Norvegia              | Serie di incontri amichevoli tra Cipro, Estonia e Norvegia              | Serie di incontri amichevoli tra Cipro, Estonia e Norvegia              | Serie di incontri amichevoli tra Cipro, Estonia e Norvegia              | Serie di incontri amichevoli tra Cipro, Estonia e Norvegia              | Serie di incontri amichevoli tra Cipro, Estonia e Norvegia              | Serie di incontri amichevoli tra Cipro, Estonia e Norvegia              | Serie di incontri amichevoli tra Cipro, Estonia e Norvegia              |
| 1996          | Serie di incontri amichevoli tra Azerbaigian, Cipro, Estonia e Fær Øer  | Serie di incontri amichevoli tra Azerbaigian, Cipro, Estonia e Fær Øer  | Serie di incontri amichevoli tra Azerbaigian, Cipro, Estonia e Fær Øer  | Serie di incontri amichevoli tra Azerbaigian, Cipro, Estonia e Fær Øer  | Serie di incontri amichevoli tra Azerbaigian, Cipro, Estonia e Fær Øer  | Serie di incontri amichevoli tra Azerbaigian, Cipro, Estonia e Fær Øer  | Serie di incontri amichevoli tra Azerbaigian, Cipro, Estonia e Fær Øer  | Serie di incontri amichevoli tra Azerbaigian, Cipro, Estonia e Fær Øer  |
| 1997          | Polonia                                                                 | Cipro                                                                   | Lettonia                                                                | FBK Kaunas                                                              |                                                                         |                                                                         |                                                                         |                                                                         |
| 1998          | Cipro                                                                   | Slovenia                                                                | Slovacchia                                                              | Finlandia                                                               | Norvegia olimpica                                                       | Islanda                                                                 |                                                                         |                                                                         |
| 1999          | Grecia                                                                  | Belgio                                                                  | Cipro                                                                   | Finlandia                                                               |                                                                         |                                                                         |                                                                         |                                                                         |
| 2000          | Cipro                                                                   | Romania                                                                 | Georgia                                                                 | Armenia                                                                 | Moldavia                                                                | Slovacchia                                                              | Lituania                                                                | Lettonia                                                                |
| 2001          | Romania                                                                 | Lituania                                                                | Cipro                                                                   | Ucraina                                                                 |                                                                         |                                                                         |                                                                         |                                                                         |
| 2002          | Rep. Ceca                                                               | Cipro                                                                   | Svizzera                                                                | Ungheria                                                                |                                                                         |                                                                         |                                                                         |                                                                         |
| 2003          | Russia                                                                  | Romania                                                                 | Slovacchia                                                              | Cipro                                                                   |                                                                         |                                                                         |                                                                         |                                                                         |
| 2004          | Romania                                                                 | Ungheria                                                                | Bielorussia                                                             | Lettonia                                                                | Cipro                                                                   | Kazakistan                                                              | Armenia                                                                 | Georgia                                                                 |
| 2005          | Finlandia                                                               | Cipro                                                                   | Lettonia                                                                | Austria                                                                 |                                                                         |                                                                         |                                                                         |                                                                         |
| 2006 Gruppo A | Grecia                                                                  | Kazakistan                                                              | Finlandia                                                               | Bielorussia                                                             |                                                                         |                                                                         |                                                                         |                                                                         |
| 2006 Gruppo B | Romania                                                                 | Slovenia                                                                | Cipro                                                                   | Armenia                                                                 |                                                                         |                                                                         |                                                                         |                                                                         |
| 2007          | Bulgaria                                                                | Cipro                                                                   | Ungheria                                                                | Lettonia                                                                |                                                                         |                                                                         |                                                                         |                                                                         |
| 2008          | Serie di incontri amichevoli tra Finlandia, Grecia, Polonia e Rep. Ceca | Serie di incontri amichevoli tra Finlandia, Grecia, Polonia e Rep. Ceca | Serie di incontri amichevoli tra Finlandia, Grecia, Polonia e Rep. Ceca | Serie di incontri amichevoli tra Finlandia, Grecia, Polonia e Rep. Ceca | Serie di incontri amichevoli tra Finlandia, Grecia, Polonia e Rep. Ceca | Serie di incontri amichevoli tra Finlandia, Grecia, Polonia e Rep. Ceca | Serie di incontri amichevoli tra Finlandia, Grecia, Polonia e Rep. Ceca | Serie di incontri amichevoli tra Finlandia, Grecia, Polonia e Rep. Ceca |
| 2009          | Ucraina                                                                 | Serbia                                                                  | Cipro                                                                   | Slovacchia                                                              |                                                                         |                                                                         |                                                                         |                                                                         |
| 2010          | non disputata                                                           | non disputata                                                           | non disputata                                                           | non disputata                                                           | non disputata                                                           | non disputata                                                           | non disputata                                                           | non disputata                                                           |
| 2011          | Ucraina                                                                 | Svezia                                                                  | Romania                                                                 | Cipro                                                                   |                                                                         |                                                                         |                                                                         |                                                                         |

Note
1. ↑  (EN) RSSSF, Cyprus International Tournaments, su rsssf.org, Rec.Sport.Soccer Statistics Foundation, 6 marzo 2009.
2. ↑  (EN) eu-football, Cyprus International Tournament 2011 results, su eu-football.info.
3. ↑  La squadra di club FBK Kaunas prese parte al torneo sotto il nome di "Lituania".